# Розенбург
Розенбург (на немски: Schloss Rosenburg) е замък в окръг Хорн, Долна Австрия. Намира се на брега на река Камп, приток на Дунав върху стръмна скала, труднодостъпна откъм три от страните си. Изграден е през XII в. от графовете фон Розенберг. В центъра му е имало цитадела, заобиколена с петоъгълен вътрешен двор.
Розенбург е построен с цел да се контролират търговските стоки превозвани от Бохемия във Виена. През 1433 г. замъкът е превзет и разграбен от хуситите. Възстановен е чак след като е закупен през 1476 г. от Каспар фон Рогендорф на служба при император Фридрих III. Той го продава на братята Якоб и Кристоф Грабнер през 1487 г., които се заемат с неговото укрепване и разширяване. Потомците им го превръщат в своя резиденция в стил Ренесанс. Един от наследниците на Грабнер - Себастиан обаче предприема толкова мащабни и скъпоструващи преустройства по замъка, че задлъжнява и му се налага да го продаде. Така през 1604 г. собственик на замъка става Ханс Йоргер фон Толет.
Скоро след това през 1611 г. замъкът отново сменя собственика си и този път става притежание на кардинал Франц Зерафх фон Дитрихщайн. Той възнамерява да преустрои дотогавашния протестантски параклис в католически храм, но така и не завършва плана си, защото не след дълго започва Тридесетгодишната война и районът пострадва от военните действия. Водачът на протестантите Фрейхер фон Хофкирхен превзема Розенбург през 1620 г. и избива целия гарнизон на крепостта.
През XVII в. замъкът е купен от Йоахим Фрайхер фон Виндхаг, който се заема да го възстанови. По това време той вече губи значението си на укрепление, тъй като след превземането на Унгария от Хабсбургите границата, която дотогава минавала оттук, се премества доста на юг. Фон Виндхаг поръчва богата украса - разкошен интериор, както и скулптури и стенописи в двора, предназначен за рицарски турнири. В миналото в Розенбург действително се провеждат рицарски игри като и до днес е запазена голяма рицарска площадка с размери 67 х 46 m.
По това време замъкът разполага и с тринадесет кули. След смъртта на фон Виндхаг неговата дъщеря продава замъка на маршал Фердинанд Спринценщайн и след години той е наследен от неговата по-малка дъщеря Мария Регина. След брака ѝ с граф Леополд Карл фон Хойос замъкът започва да се нарича Спринценщайн-Хойос и с това име е познат и днес. Той все още е собственост на фамилията Хойос.
В наши дни замъкът е превърнат в музей с експозиции на картини, мебелировка, оръжия, както и праисторически предмети от колекцията на барон Фердинанд фон Енгелсхофен.